# Der dunkle Punkt
Der dunkle Punkt ist ein deutscher Spielfilm der Deka-Film, der 1940 produziert und am 26. Oktober 1940 uraufgeführt wurde.
Die von Georg Zoch und Johanna Sibelius als Originaldrehbuch geschriebene und von Georg Zoch inszenierte Filmkomödie erzählt die Geschichte von Eduard Winkelmann, der als übel gelaunter Hauswirt seine Mieter tyrannisiert. Aus einem lange zurückliegenden Seitensprung hat er eine uneheliche Tochter Erika, deren Existenz er vor Selma, seiner Frau, geheim gehalten hatte. Dass Erika plötzlich in Erscheinung tritt, führt zu allerhand Verwicklungen, verwandelt Eduard am Ende jedoch in einen besseren Menschen.

## Handlung
Ort der Handlung ist ein Mietshaus in Berlin, die Zeit die Gegenwart des Zweiten Weltkrieges. Eduard Winkelmann ist der unangenehmste Hauswirt, den man sich denken kann: er schikaniert seine Mieter mit übertrieben strengen Hausregeln, mischt sich in ihre Privatangelegenheiten und droht ihnen wegen Lappalien ständig mit der Kündigung.
Da erscheint eine junge Dame, Erika Schneider, und versucht mit ihm in Kontakt zu kommen. Das Kinopublikum erfährt erst im Laufe der Handlung, dass sie seine Tochter und die Folge einer ehelichen Untreue ist, die er vor vielen Jahren begangen hat. Erika möchte ihren Vater nicht in Schwierigkeiten bringen, darum geht sie diskret vor, was zur Folge hat, dass sie zunächst statt bei Eduard bei dessen Mieter Willi Heger landet, einem armen Maler, der in seiner Atelierwohnung ein Zimmer untervermieten möchte. Erika ist Bühnendarstellerin und für ein dreimonatiges Engagement nach Berlin gekommen, braucht also tatsächlich eine Bleibe und mietet das Zimmer. Willi verliebt sich auf Anhieb in sie, und nachdem sie ihn zunächst keck und selbstbewusst auf Abstand hält, wird sie seine Gefühle später im Handlungsverlauf auch erwidern.
Wenig später – Erika hat Eduard bis jetzt nur brieflich erreichen können – finden alle wichtigen Handlungsfiguren sich auf dem großen Kameradschaftsfest der NS-Frauenschaft ein. Willi stellt Erika und Eduard einander vor, nicht ahnend, in welcher Beziehung sie zueinander stehen. Da er mit Erika auf keinen Fall gesehen werden will, vereinbart Eduard mit ihr ein späteres Treffen. Auch zieht er den ebenfalls anwesenden Rechtsanwalt Dornbusch ins Vertrauen. Dornbusch ist nicht nur Jurist, sondern auch ein gewiefter Psychologe. Auf seinen Rat hin erfindet Eduard für Selma, seine Frau, um deren Reaktion zu testen, eine Geschichte: Ein Freund habe, obwohl seit vielen Jahren glücklich verheiratet, aus einem Seitensprung eine uneheliche Tochter. Selma durchschaut das Manöver nicht und bekennt, dass sie das Verhalten dieses untreuen Ehemannes für ganz und gar unverzeihlich hält. Eduard findet nun nicht mehr den Mut, sich ihr anzuvertrauen.
Erika und Eduard treffen sich im Park. Um unbeobachtet mit ihr sprechen zu können, steigt er mit ihr in ein Taxi, das bald jedoch von einem Polizisten angehalten wird: Vergnügungsfahrten stehen während des Krieges unter Strafe. Mit Mühe kann Eduard sich aus dieser Situation herauswinden.
Zumal Erika keine materiellen Forderungen stellt, ist Eduard bereit, sie als sein leibliches Kind anzuerkennen, und unterzeichnet beim Anwalt die notwendigen Papiere. Als er seine Tochter in ihrem Zimmer besucht, wird er im Treppenhaus von den Mietern Schimanski und Trude Balke gesehen, die sich diebisch freuen, dem stets überkorrekten, Vorschriften verhängenden Eduard endlich mal eins auswischen zu können. Als Hausmeister Puschke die Mieter wenig später zu einem Probealarm im Keller versammelt, macht die Neuigkeit, dass Eduard mit Erika ein Verhältnis habe, flugs die Runde durch die gesamte Bewohnerschaft.
Durch ihr Dienstmädchen Emma kommt der Klatsch schließlich auch Eduards Frau Selma zu Ohren. Da Eduard ihr versichert, dass an dem Gerede nichts dran sei, aber weiterhin verschweigt, dass Erika seine Tochter ist, besteht Selma darauf, gegen das Gerede per Verleumdungsklage vorzugehen. Die Sache geht zunächst vor einen privaten Schlichter. Obwohl Willi dort, um Selma und Eduards Ehe zu schützen, für Eduard in die Bresche springt und behauptet, nicht dieser, sondern er selbst sei mit Erika beobachtet worden, bleiben die Aussagen der beiden Parteien widersprüchlich. Den Schlichter bringt das nicht aus der Ruhe, er ist mit allen Wassern gewaschen: um den Lügner (einer muss hier ja gelogen haben) zu enttarnen, kündigt er an, den Streitfall an ein Gericht weiterzuleiten, wo alle Beteiligten ihre Aussagen per Eid werden bekräftigen müssen. Erika, die darüber furchtbar erschrickt, gesteht, dass Willi an der Sache unbeteiligt war. Da Schimanski aber an seiner Aussage festhält, bleibt nur die Schlussfolgerung, dass Eduard tatsächlich mit Erika in ihrem Zimmer war.
Wenig später fällt Selma ein amtliches Schreiben in die Hand, in dem Eduards Vaterschaft an Erika bestätigt wird. Während das bloße Gerede ihr Vertrauen zu ihrem Mann bisher nicht hatte erschüttern können, verliert sie nun den Glauben an seine Unschuld und bereitet sich darauf vor, ihn zu verlassen und zu ihrer Schwester nach Danzig zu ziehen.
Erika ist aus Willis Atelierwohnung inzwischen ausgezogen und hat sich anderswo ein Zimmer genommen. Sie und Eduard, die bisher nicht viel miteinander hatten anfangen können, suchen nun Kontakt zueinander. Erika beginnt, ihrem Vater den Spiegel vorzuhalten, ihn zu erziehen und zu mehr Nachsicht und Menschlichkeit anzuhalten. Unter ihrem Einfluss verwandelt er sich nicht nur in einen guten Hauswirt, sondern auch in einen besseren Menschen.
Selma stellt an Eduard eine weitere Forderung: Er soll Trude und ihren Verlobten, den Hausmeistersohn Ernst Puschke, wieder miteinander versöhnen. Ernst will keine Klatschbase heiraten und hatte mit Trude, nachdem sie das Gerede über Eduard und Erika in die Welt gesetzt hatte, gebrochen.
Gemeinsam laden Selma und Eduard Familie Puschke und auch Trude zum Abendessen in ihre Wohnung ein. Trude und Ernst sind heftig ineinander verliebt und versöhnen sich bei ihrem für sie unerwarteten Wiedersehen ohne jedes äußere Zutun. Als schließlich auch Erika und Willi hinzukommen, bekennt Eduard sich vor allen Anwesenden zu seiner Tochter. Selma, die mit Eduard kinderlos geblieben war, ist glücklich, eine Tochter zu bekommen, und verzeiht ihrem Mann. Auch Erika und Willi, die nach der Schlichtung im Streit auseinandergegangen waren, versöhnen sich wieder und verloben sich. Da Willis Malerei brotlos war, hatte Erika ihm schon früher im Handlungsverlauf geraten, sich auf das Zeichnen von Karikaturen zu verlegen. Ihr Theaterdirektor hatte Willi dann als Karikaturisten engagiert, sodass ihr junges Glück nun auch eine wirtschaftliche Grundlage hat.

## Produktion und Uraufführung
Rüdiger von Hirschberg, der den Film produziert hat, war 1933 auch Gründer der Deka-Film und seitdem ihr Inhaber gewesen. Mit Ausnahme des Debütfilms Der alte und der junge König (1935) waren alle Werke, die das Unternehmen bis zum Ende der NS-Zeit hervorgebracht hat, Komödien und Unterhaltungsfilme. Georg Zoch, dessen eigentliches Metier das Drehbuch war, hat daneben – wie in Der dunkle Punkt – in unregelmäßigen Abständen und für wechselnde Produktionsgesellschaften auch Regie geführt. Seine Zusammenarbeit mit der Deka begann 1936 bei der Produktion des Films Befehl ist Befehl; 1939 folgte Weltrekord im Seitensprung. Unmittelbar darauf folgte Der dunkle Punkt, Zochs letzter Film für die Deka.
Weitere Mitglieder des Produktionsstabs:
- Bauten: Heinrich Richter-Berlin, Gabriel Pellon
- Ton: Eugen Hrich

Als Nebendarsteller, in der Rolle des Malers Willi Heger, ist Jupp Hussels zu sehen, der seit 1933 häufig in Kurzfilmen und Spielfilmen aufgetreten ist. In den Komödien Drei tolle Tage (1936), Skandal um den Hahn (1938) und Rheinische Brautfahrt (1939) hatte Hussels, der ähnlich wie Joseph Goebbels eine ausgeprägte rheinische Aussprache pflegte, sogar Hauptrollen gespielt. Mehr noch als von diesen Filmauftritten war Hussels den deutschen Kinobesuchern aber als „Helle“ aus der populären propagandistischen Kurzfilmserie Tran und Helle bekannt, die seit 1939 im Vorprogramm der Kinos jeweils vor der Wochenschau gezeigt wurde.
Der Hauptdarsteller, der 56-jährige Ludwig Schmitz, kam als Schauspieler von der Bühne und war kein anderer als der Darsteller von „Helles“ Sidekick „Tran“. Während „Helle“ in der Serie den linientreuen, aufgeklärten, vorbildlichen Volksgenossen gespielt hatte, war „Tran“ sein naiver, schwerfälliger und mit allen erdenklichen menschlichen Schwächen behafteter Widerpart. Untersetzt und als Glatzenträger, war Schmitz auf der Kinoleinwand von Anfang an auf komische Rollen festgelegt gewesen. Hauptrollen hatte er zuvor bereits in Das Verlegenheitskind (1938) und dem bereits erwähnten Deka-Film Weltrekord im Seitensprung (1939) gespielt. In dem letztgenannten Film war in einer etwas kleineren Rolle auch Hussels aufgetreten.
Schmitz’ Filmtochter in Der dunkle Punkt, die 25-jährige Mady Rahl, war – nach vielen kleineren Rollen – als Hauptdarstellerin zum ersten Mal in der Komödie Fremdenheim Filoda (1937) und dann erneut in Mein Mann darf es nicht wissen (1940) zu sehen gewesen. Da sie von Anfang an aufs komische Fach festgelegt gewesen war, hatte sie im NS-Kino keine Chance, in die Riege der Leading Ladys aufzusteigen. Das von Rahl gesungene Erkennungslied des Films, Das Glück gibt's ohne Marken, ist von Günter Neumann komponiert und von Willi Richartz getextet.
Die Zensurprüfung des Films fand am 23. Oktober 1940 statt. Die Uraufführung folgte drei Tage später, am 26. Oktober 1940.
Aufgrund einer Entscheidung der alliierten Filmzensur durfte der Film nach Kriegsende zunächst nicht wieder aufgeführt werden. Die spezifischen Gründe für dieses Verbot sind nicht überliefert. Häufig waren jedoch Filme betroffen, in denen – wie auch in Der dunkle Punkt – einschlägige Symbole des Nationalsozialismus (Hakenkreuz, Hitlergruß, Hitlerfotografien) in größerer Zahl dargestellt sind.
Am 12. Juli 1989 erlebte der Film auf ProSieben seine Fernsehpremiere.

## Kritiken
Das kleine Volksblatt meinte: “Georg Zoch hatte in flottem, volkstümlichem Lustspielton Regie geführt und dem Hausmeister-Tyrannen-Ulk manche bedeutungsvolle, versöhnende Lichter aufgesetzt”.
Im Neuen Wiener Tagblatt hieß es: “Dieser Film wird viel Freude machen. Er ist volksstückhaft, gegenwärtig, humorvoll, und hat auch jenes Quentchen Herz, ohne das ein richtiger ansprechender Film nicht auskommt.”